# Pictures at an Exhibition
Pictures at an Exhibition är det första livealbumet av den progressiva rockgruppen Emerson, Lake & Palmer. 

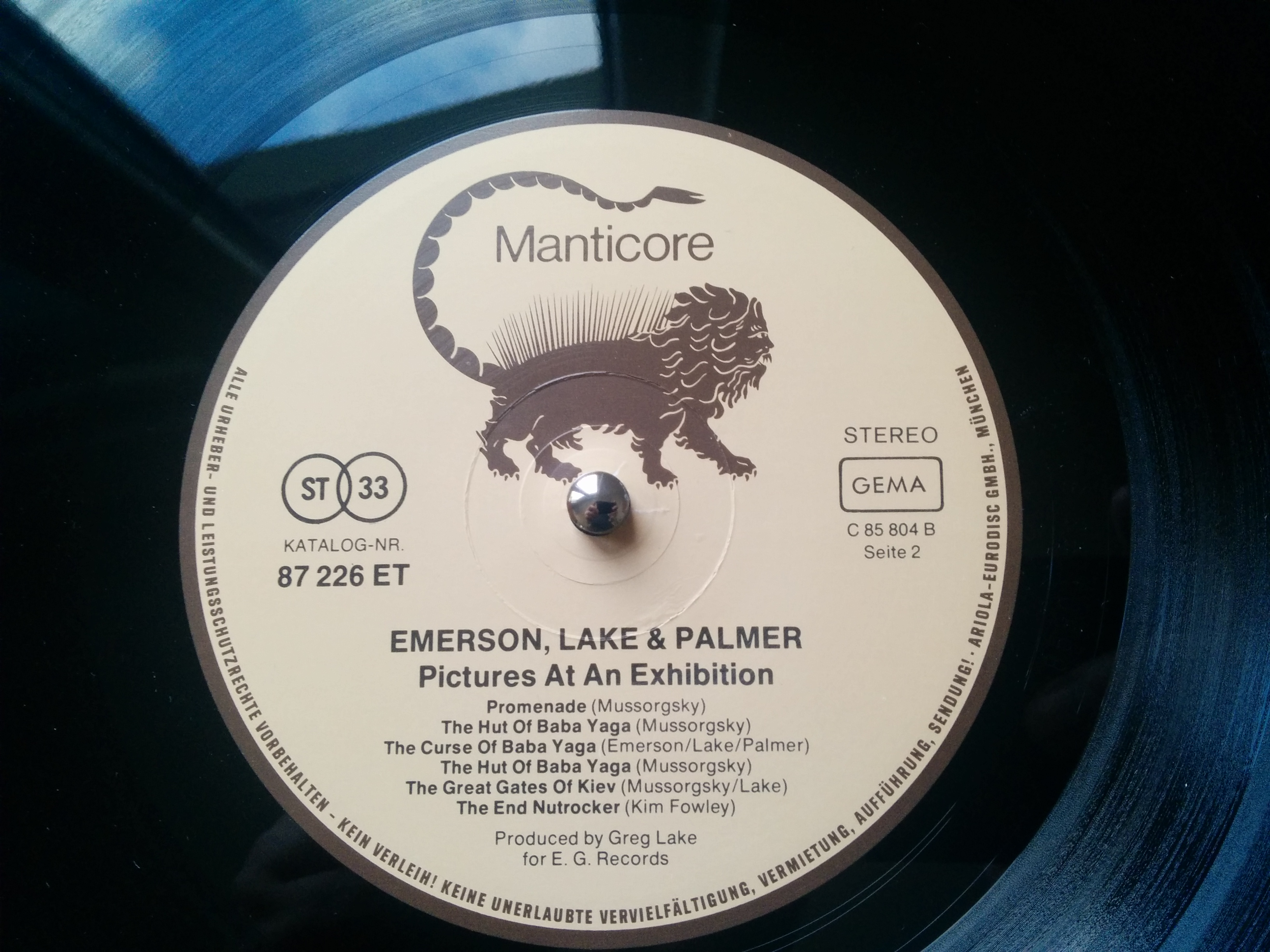
Etikett på en tysk utgåva av Pictures at an Exhibition

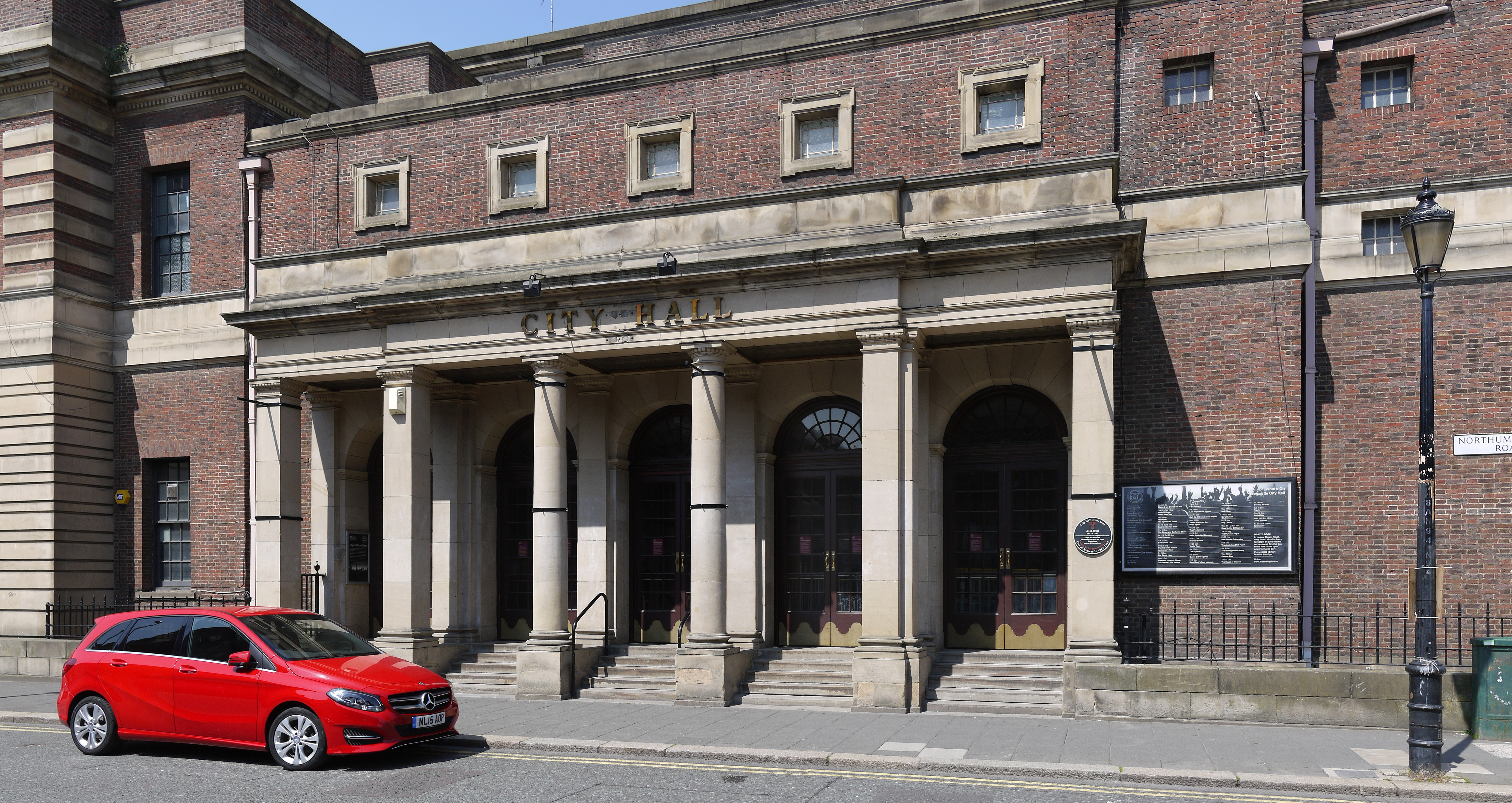
Newcastle City Hall, platsen för inspelningen

Albumet spelades in den 26 mars 1971 i Newcastle, alltså innan det föregående albumet Tarkus hade givits ut. Dock dröjde man av taktiska skäl med att släppa Pictures at an Exhibition till november samma år då albumet gavs ut i Storbritannien och Europa, man trodde att för många album på så kort tid skulle påverka försäljningen av de föregående albumen negativt. I USA gavs albumet ut i januari 1972. 
På albumet framför gruppen en egen tolkning av Modest Musorgskijs klassiska stycke Tavlor på en utställning med starka influenser från både rockmusik och jazz. Förutom det speciella arrangemanget har gruppen även lagt till de tre egenhändigt komponerade styckena "The Sage", "Blues Variation" samt "The Curse of Baba Yaga". Som extranummer spelar de Pjotr Tjajkovskijs Nötknäpparen i ett arrangemang av Kim Fowley och då under namnet "Nutrocker". Låten hade tidigare framförts av B. Bumble & the Stingers.
På den remastrade utgåvan av albumet från 2001 finns även ett bonusspår med en studioinspelning av Pictures at an Exhitibion.

## Låtlista
Sida ett
1. "Promenade" (Keith Emerson, Modest Musorgskij) - 1:58
2. "The Gnome" (Musorgskij, Carl Palmer) - 4:18
3. "Promenade" (Greg Lake, Musorgskij) - 1:23
4. "The Sage" (Lake) - 4:42
5. "The Old Castle" (Emerson, Musorgskij) - 2:33
6. "Blues Variation" (Emerson, Lake, Palmer) - 4:22

Sida två
1. "Promenade" (Musorgskij) - 1:29
2. "The Hut of Baba Yaga" (Musorgskij) - 1:12
3. "The Curse of Baba Yaga" (Emerson, Lake, Palmer) - 4:10
4. "The Hut of Baba Yaga" (Musorgskij) - 1:06
5. "The Great Gates of Kiev/The End" (Lake, Musorgskij) - 6:37
6. "Nutrocker" (Pjotr Tjajkovskij, Kim Fowley) - 4:26

Total speltid: 37:56

## Medverkande
- Keith Emerson - Hammondorgel, Moog synthesizer och övriga keyboards
- Greg Lake - elektrisk och akustisk gitarr, bas och sång
- Carl Palmer - trummor och slagverk